# میان‌افزار

میان‌افزار به هر چیزی گویند که بین هسته و برنامه‌های کاربر وجود دارد.

میان‌افزار (به انگلیسی: Middleware) یک نرم‌افزار سیستمی است که خدماتی به نرم‌افزارهای کاربردی برای آن‌هایی که از طریق سیستم‌عامل موجود است ارائه می‌دهد؛ بنابراین میان‌افزار مشخصاً قسمتی از یک سیستم‌عامل، سامانه مدیریت پایگاه داده‌ها یا یک نرم‌افزار کاربردی نیست. میان‌افزارها کار توسعه‌دهنده را در برقراری ارتباط و انجام دادن کارهای ورودی/خروجی (I/O) ساده می‌کند و آن‌ها می‌توانند به هدف مشخص برنامه‌یشان متمرکز شوند و کار میان افزار ترجمه دستورهای نرم افزاری برای سخت افزار است از جمله میان افزار ها می توان به BOIS اشاره کرد.